# 평화의 소녀상

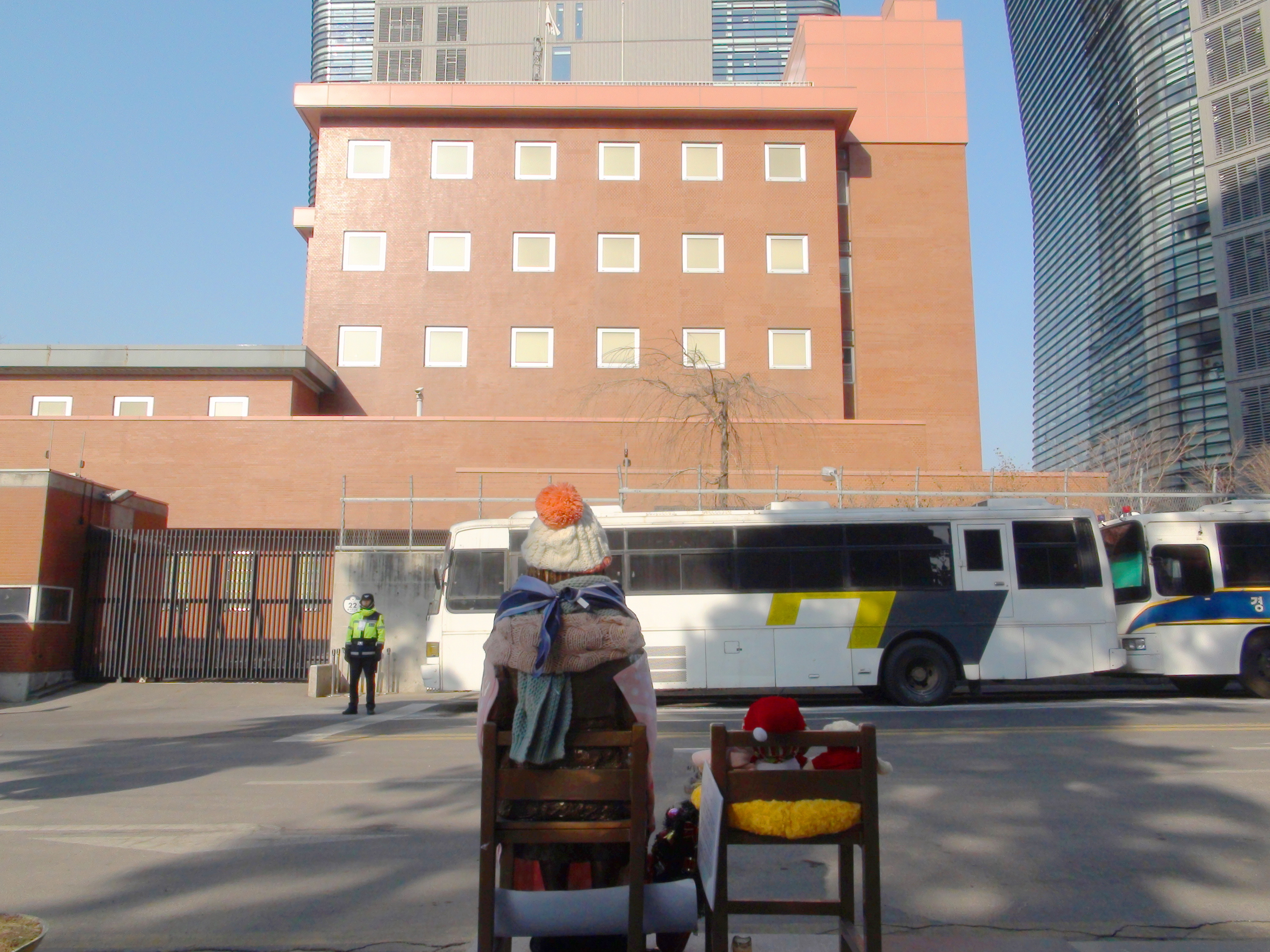
주한 일본 대사관 앞 평화비

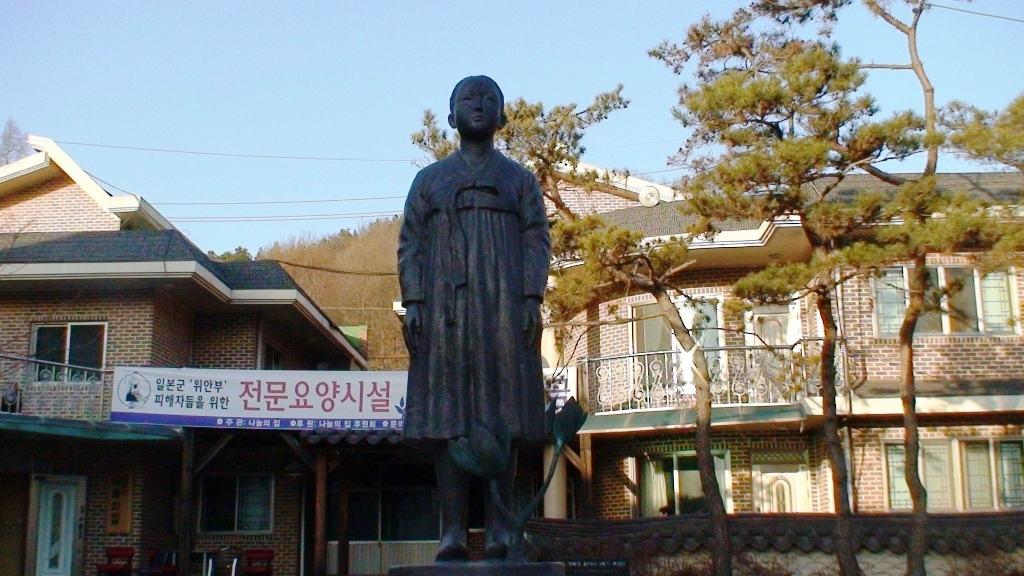
나눔의 집의 소녀상 '못다 핀 꽃'

평화의 소녀상(영어: Statue of Peace) 혹은 위안부 상(일본어: 慰安婦像 이안후조[*])은 일본군 '위안부' 피해자들을 기리고 올바른 역사 인식을 확립하기 위한 예술 조형물(동상)이다. 평화비(平和碑)라는 이름으로 불리기도 한다. 상의 모양은 의자에 앉아있는 모양과 서있는 모양이 대표적이다.

## 대표적인 소녀상 정보

### 주 대한민국 일본대사관 앞 평화비
1992년 수요시위가 시작되고 20년 뒤인 2011년 12월 14일, 일본군 위안부 문제 해결을 요구하며 서울에 위치한 주한 일본 대사관 앞에서 거리의 투쟁을 이어온 위안부 피해자들의 명예와 인권회복을 염원하기 위해 한국정신대문제대책협의회(정대협)이 계획하였다. 일본군 위안부 문제 해결을 위한 수요집회 1000회째인 2011년 12월 14일 서울 종로구 일본 대사관 앞에 처음으로 세워졌다.
'평화비'를 직접 제작한 김서경·김운성 부부 작가는 이미 위안부 피해자에 대한 기념물로 평화비의 초안을 마련하고 있었다. 김서경 작가는 위안부 피해자들이 지금은 할머니지만 끌려가던 그 때에는 소녀였던 경우가 많았다는 점에 착안하여 그냥 소녀상을 앉혀놓기만 해도 수요집회의 역사를 알려 낼 수 있다고 생각하여 앉아 있는 소녀상을 디자인하고 미니어처를 제작하였다. 이후 김서경·김운성 작가는 정대협과 여러 차례 협의를 통해 지금의 평화비 모습을 결정하고 청동상을 제작하였다. 평화비는 높이 130cm에 치마저고리를 입고, 짧은 단발머리와 손을 움켜쥔 소녀가 의자에 앉은 채 일본대사관을 응시하고 있는 모습을 하고 있다. 특히, 평화비 옆에는 작은 의자가 놓여져 있어 소녀와 함께 일본군 '위안부' 역사를 되새기고 일본군 '위안부' 피해자들의 수요집회가 왜 20년이 넘도록 진행될 수 있었는지를 생각해보고 공감해 보는 자리이다. 표지석에는 일본군 '위안부' 피해자인 길원옥 할머니가 쓴 평화비 문구와 함께 "1992년부터 이 곳 일본대사관 앞에서 열린 수요시위의 천 번째를 맞이함에 그 숭고한 정신과 역사를 잇고자 이 평화비를 세운다"고 적혀있다,
'평화비'를 세우려고 하다가 '평화의 소녀상'이 만들어졌고 이 두작가는 '평화의 소녀상'이라 부르기 시작했다. '평화비'의 이름은 '평화비', '평화의 소녀상', '순이' 등 다양한 이름으로 불린다.

### 뉴저지주 버겐카운티 정부 주도의 위안부 기림비
2013년 3월 8일 미국 뉴저지주 해켄색에 있는 카운티 법원 앞의 `메모리얼 아일랜드'에 2차 세계대전 당시 일본군에 희생된 위안부를 추모하는 기림비가 세워졌다. 기림비를 만든 주체는 뉴저지주 버겐카운티 정부다. 미국에서 한인사회가 주도한 기존 기림비와 달리 미국의 지방정부가 직접 만들었다는 데 특별한 의미가 있다. 버겐카운티 정부는 기림비 동판에 "2차대전 당시 일본 제국주의 군대에 의해 `성노예'(sexual slavery)로 강요당한 한국과 중국, 대만, 필리핀, 네덜란드, 인도네시아 출신의 수십만 여성과 소녀들을 추모하며"라는 글을 새겼다.

### 작은 평화의 소녀상
이미 대한민국의 고등학교 학생회들에 호소하여 정동의 프란치스코 회관 앞에 평화의 소녀상을 세운바 있는 이화여자고등학교 역사동아리 ‘주먹도끼’는 더 많이 위안부 문제를 알릴 방법을 고민하게 된다. 그리고 500명이 1000원씩만 모으면 세울수 있는 50만원 상당의 '작은 평화의 소녀상'을 100곳의 고등학교에 세우는 '100개의 고등학교에 100개의 작은 소녀상 건립' 프로젝트를 펼치게 된다. 이에 따라 이들은 대한민국 수도권 전체 고등학교 887곳에 동참을 호소한다. 그리하여 2016년 6월 23일 경기도 용인시 태성고등학교의 1호를 시작으로 2016년 12월 23일 기준으로 33곳의 고등학교에 작은 평화의 소녀상을 세우게 된다.

## 논란

### 2015년 한·일 일본군 위안부 협상 타결에 따른 논란
2015년 12월 28일 한국과 일본 정부가 일본군 위안부 협상을 타결하였다. 여기에는 대사관 앞 소녀상 문제에 대한 해결을 요구하는 내용이 있었다. 이에 소녀상 철거를 전제로 돈을 받았다는 등의 비난이 일자, 정부는 사실과 다른 보도 자제를 부탁한다는 의견을 표명하였다. 하지만 논란은 사그라들지 않은채 연일 비판의 대상이 되고있다.

### 주부산 일본 총영사관 앞 소녀상 설치 논란
2016년 12월 28일 부산 동구청은 불법 시설물이라며 주부산 일본 총영사관 앞에 설치된 소녀상을 강제로 철거하였다. 이에 반대 여론이 거세지자 12월 30일 의사를 번복하며 설치를 허용해주었다. 이에 일본 정부는 유감 표명으로 항의하며 철거를 요청하였다.

### 독도 소녀상 추진에 대한 한·일 갈등
주부산 일본 총영사관 앞 소녀상을 놓고 불거졌던 한·일 갈등이 독도 분쟁으로까지 번지는 양상이 되었다. 경기도의회 내의 독도사랑모임 소속 의원들이 독도에 소녀상을 설치하기로 하고 2017년 1월 16일 성금 모금에 들어갔다. 그러자 일본 정부는 외무성을 통해 자국 영토인 독도에 소녀상 건립을 받아들일 수 없다는 입장을 펼쳤다. 이에 대한민국 외교부는 일본 정부의 부당한 주장을 즉각 철회하라고 반박하였다.
베를린시 소녀상 철거요구
베를린시에서 소녀상 철거를 대한민국 외교부에 공식 통보하였고 이를 어길시 자체철거한다고 하였다

## 기림물 설치현황

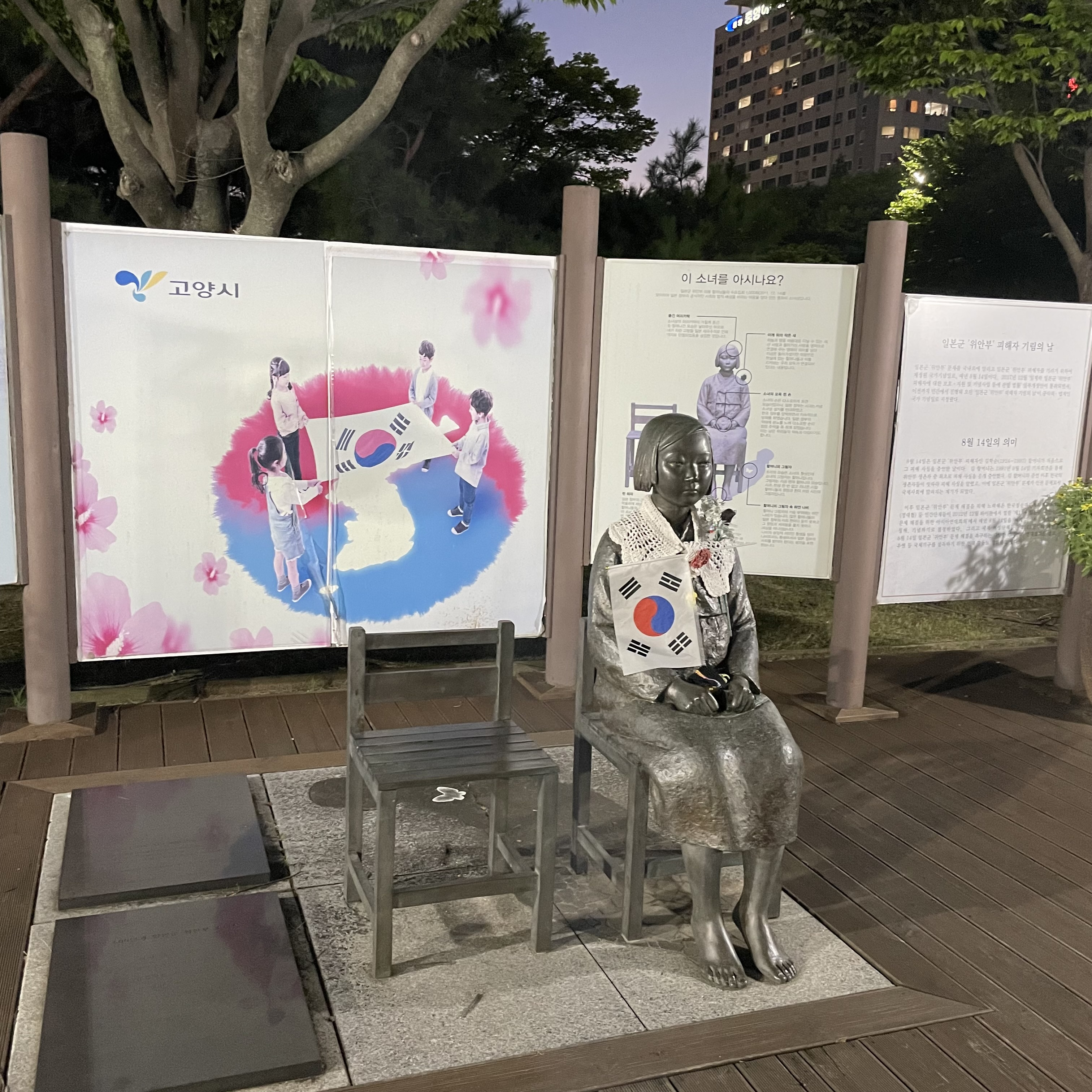
2013년 5월, 경기도 고양시 일산동구 일산문화광장에 설치된 평화의 소녀상

### 대한민국
| 1998년 8월 14일               | 못다 핀 꽃                                      | 경기도 광주시 퇴촌면 나눔의집                                       | 경원대 미대 윤영석 교수                                   | 일본군 성노예제 피해자 고 김학순 할머니 1주기 (1997년 12월17일) 기림 재능기부 | 일본군 성노예제 피해자 고 김순덕 할머니의 작품 '못다 핀 꽃'을 동상으로 형상화함                                                           |  |
| 2007년 5월 26일               | 하동 평화의 탑 (악양비)                         | 경상남도 하동군 악양면 취간림                                       | 고 정서운 할머니추모위원회                                |                                                                               | 경상남도 하동군에서 거주하셨던 일본군 성범죄 피해자 고 정서운 할머니 3주기 추모                                                           |  |
| 2011년 12월 14일              | 평화비(평화의 소녀상)                           | 서울특별시 종로구 중학동 일본대사관 앞                              | 한국정신대문제대책협의회                                  | 김운성. 김서경                                                                | 1000번째 수요집회 기림 |  |
| 2012년 5월 5일                | 평화의소녀상 ( 평화비)                          | 서울특별시 마포구 성산동 전쟁과여성인권박물관                       | 한국정신대문제대책협의회                                  | 김운성. 김서경                                                                | [ 7 ] |  |
| 2013년 4월 6일                | 정의비(正義碑)                                  | 경상남도 통영시 동호동 남망산공원                                   | 일본군 위안부 피해자 정의비 건립위원회                    |                                                                               | |  |
| 2013년 5월                    | 평화의소녀상                                    | 경기도 고양시 일산동구 일산문화광장                                 | 고양시청                                                  | 김운성. 김서경                                                                | |  |
| 2013년 9월 4일                | 위안부소녀상                                    | 서울특별시 서초구 서초동 서초고등학교                               | 서초 고등학교                                             | 세계 일본군 성노예제 피해자 기림일 기림과 미래세대들의 올바른 역사교육 염원   | |  |
| 2013년 11월 12일              | 김학순 할머니 상                                | 경기도 고양시 덕양구 국립여성사전시관                               | 특별기획전 '일본군 위안부 기억을 넘어 평화를 품다'        | 김운성.김서경                                                                 | |  |
| 2014년 1월 17일 11시          | 평화의 소녀상                                   | 경상남도 거제시 장승포동 거제 문화예술회관 소공원                   | 거제 일본군위안부 피해자 추모비건립 추진위원회            | 김운성. 김서경                                                                | |  |
| 2014년 4월 15일               | 평화의 소녀상                                   | 경기도 성남시 중원구 성남시청 광장                                  | 성남시청                                                  | 김운성. 김서경                                                                | |  |
| 2014년 5월 3일                | 수원평화비                                      | 경기도 수원시 권선동 올림픽공원                                     | 건립추진위원회                                            | 김운성. 김서경                                                                | |  |
| 2014년 5월 28일               | 동양 평화 소녀상                                | 경기도 안성시 양성면 유무상동마을                                   | 오로지 종합복지원                                         | [ 7 ]                                                                         | |  |
| 2014년 8월 14일               | 화성시 평화의 소녀상                            | 경기도 화성시 동탄 센트럴파크                                       | 화성시청과 화성시평화의소녀상 건립추진위원회              | 김운성. 김서경                                                                | |  |
| 2014년 12월 24일              | 대학생이 세운 평화의 소녀상                     | 서울특별시 서대문구 대현문화공원                                    | 평화나비 네트워크                                         | 김운성. 김서경                                                                | |  |
| 2015년 3월 1일                | 대전 평화의 소녀상                              | 대전광역시 서구 보라매공원                                          | 대전 평화의 소녀상 건립시민추진위원회                     | 김운성. 김서경                                                                | |  |
| 2015년 3월 1일                | 울산 평화의 소녀상                              | 울산광역시 남구 울산대공원                                          | 평화의 소녀상 건립을 위한 울산시민운동본부                | 김운성. 김서경                                                                | |  |
| 2015년 3월 2일                | 평화의 소녀상                                   | 충청남도 천안시 동남구 목천고등학교                                 | 목천고등학교                                              | [ 9 ]                                                                         | |  |
| 2015년 8월 5일                | 평화비                                          | 강원특별자치도 강릉시 저동 경포 3.1운동기념공원                     | 강릉시청                                                  | 김운성. 김서경                                                                | |  |
| 2015년 8월 11일               | 여성인권기원상                                  | 충청북도 청주시 서원구 배티공원                                     | 충북여성단체 협의회                                       | [ 7 ]                                                                         | |  |
| 2015년 8월 12일               | 군산 평화의 소녀상                              | 전북특별자치도 군산시 동국사                                        | 군산 평화의 소녀상 건립추진위원회                         | [ 7 ]                                                                         | |  |
| 2015년 8월 13일               | 전주 평화의 소녀상                              | 전북특별자치도 전주시 기억의광장                                    | 평화의 소녀상 건립시민추진위원회                          | 김운성. 김서경                                                                | |  |
| 2015년 8월 14일               | 나비의 소원                                     | 광주광역시 서구 시청앞 시민의숲                                     | 착한 사람들의 모임                                        | [ 7 ]                                                                         | |  |
| 2015년 8월 14일               | 평화의소녀상                                    | 경상남도 남해군 숙이공원 (남해군 사회복지관 옆)                     | 남해군청                                                  | 김운성. 김서경                                                                | 경상남도 남해군 출신으로 거주하셨던 일본군 불법 성범죄 피해자 고 박숙이 할머니가 모델                                                     |  |
| 2015년 8월 15일               | 원주 평화의 소녀상                              | 강원특별자치도 원주시 무실동 시청공원                               | 원주 평화의 소녀상 건립범시민추진위원회                   | 김운성. 김서경                                                                | |  |
| 2015년 8월 15일               | 대구 평화의 소녀상                              | 대구광역시 남구 대구여자상업고등학교 명상의숲                       | 대구 평화의 소녀상 건립범시민추진위원회                   | 이병준                                                                        | 일본군 성노예제 피해자 이용수 할머니가 모델                                                                                               |  |
| 2015년 8월 17일               | 평화의소녀상                                    | 경기도 광명시 광명동굴 입구                                         | 광명시청                                                  | 김운성. 김서경                                                                | |  |
| 2015년 8월 25일               | 평화의소녀상                                    | 서울특별시 노원구 마들근린공원 역사의 길                            | 노원구청 ‘마을이 학교다’ 사업                             | 김운성. 김서경                                                                | |  |
| 2015년 8월 27일               | 자주인권평화다짐비                              | 경상남도 창원시 마산합포구 오동동 문화광장                          | 건립추진위원회                                            | [ 7 ]                                                                         | |  |
| 2015년 10월 3일               | 세종 평화의 소녀상                              | 세종특별자치시 세종호수공원                                         | 세종 평화의 소녀상 건립시민추진위원회                     | 김운성. 김서경                                                                | |  |
| 2015년 10월 7일               | 군위 평화의 소녀상                              | 대구광역시 군위군 사라온 이야기마을                                 | 군위 평화의 소녀상 건립추진위원회                         | 이병준                                                                        | 일본군 성노예제 피해자 이용수 할머니가 모델                                                                                               |  |
| 2015년 10월 28일              | 한·중 평화의 소녀상                             | 서울특별시 성북구 동소문동 가로공원 (한성대입구역 6번출구)          | -                                                         | 김운성. 김서경 - 판이췬 . 레오스융                                            | |  |
| 2015년 10월 30일              | 서산 평화의 소녀상                              | 충청남도 서산시 시민공원 (서산시청 앞)                              | 서산 평화의 소녀상 건립 시민추진위원회                    | 김운성.김서경                                                                 | |  |
| 2015년 11월 3일               | 고등학생들이 세우는 평화의소녀상                | 서울특별시 중구 프란치스코 교육회관                                 | 이화 여자고등학교 역사동아리 ‘주먹도끼’                   | 김운성.김서경                                                                 | |  |
| 2015년 11월 3일               | 충북 평화의 소녀상                              | 충청북도 청주시 상당구 청소년 광장                                  | 충북 평화의 소녀상·기림비 시민추진위원회                  | 김운성.김서경                                                                 | |  |
| 2015년 11월 7일               | 의정부 평화의 소녀상                            | 경기도 의정부시 평화공원 (의정부역 앞)                              | 의정부 평화비 건립 추진위원회                             | 김운성. 김서경                                                                | |  |
| 2015년 11월 18일              | 포항 평화의 소녀상                              | 경상북도 포항시 환호공원 (포항시립 미술관 앞)                       | 포항 평화의 소녀상 건립추진위원회                         | 김운성. 김서경                                                                | |  |
| 2015년 12월 11일              | 천안 평화의 소녀상                              | 충청남도 천안시 동남구 신부공원 (아라리오 갤러리 옆)                | 천안 평화의 소녀상 건립추진위원회                         | 김운성.김서경                                                                 | |  |
| 2015년 12월 12일              | 해남 평화비                                     | 전라남도 해남군 해남공원                                            | 해남 평화비 건립추진위원회                                | 김운성. 김서경                                                                | |  |
| 2015년 12월 19일              | 평화의소녀상                                    | 제주특별자치도 제주시 노형동 방일리근린공원                         | 2015제주,대학생이세우는 평화비 건립추진위원회             | 김운성.김서경                                                                 | |  |
| 2016년 2월 3일                | -                                               | 경기도 부천시 원미구 중동 안중근공원                                | 부천시 일본군위안부피해자 기림비 건립추진위원회           | [ 12 ]                                                                        | |  |
| 2016년 3월 1일                | 부산 평화의 소녀상                              | 부산광역시 부산진구 어린이 대공원 부산 학생교육문화회관 광장        | (사)정신대 문제 대책 부산 협의회                          | [ 13 ]                                                                        | |  |
| 2016년 3월 1일                | 당진 평화의 소녀상                              | 충청남도 당진시 당진 종합버스터미널 광장                            | 당진 평화의 소녀상 건립추진위원회                         | 이호남                                                                        | |  |
| 2016년 3월 8일                | 아산 평화의 소녀상                              | 충청남도 아산시 온양4동 신정호공원                                  | 평화의 소녀상 아산 건립추진위원회                         | 김운성. 김서경                                                                | |  |
| 2016년 4월 8일                | 목포 평화의 소녀상                              | 전라남도 목포시 대의동 구 목포 일본 영사관 앞                       | 목포 평화의 소녀상 건립추진위원회                         | 김운성.김서경                                                                 | |  |
| 2016년 5월 12일               | 남원 평화의 소녀상                              | 전북특별자치도 남원시 어현동 사랑의 광장                            | 남원 평화의 소녀상 건립시민추진위원회                     |                                                                               | |  |
| 2016년 8월 9일                | 군포 평화의 소녀상                              | 경기도 군포시 당정동 당정 근린공원                                  | 군포 평화의 소녀상 건립추진위원회                         | 김운성.김서경                                                                 | |  |
| 2016년 8월 14일               | 김포 평화의 소녀상                              | 경기도 김포시 한강 중앙공원                                         | 김포 평화의 소녀상 건립추진위원회                         | 김운성.김서경                                                                 | |  |
| 2016년 8월 14일               | 전남 평화의 소녀상                              | 전라남도 무안군 남악 중앙공원                                       | 전남 평화의 소녀상 건립운동본부                           | 김운성.김서경                                                                 | |  |
| 2016년 8월 14일               | 오산 평화의 소녀상                              | 경기도 오산시 오산시청 광장                                         | 오산 평화의 소녀상 건립추진위원회                         | 김운성.김서경                                                                 | |  |
| 2016년 8월 14일               | 논산 평화의 소녀상                              | 충청남도 논산시 논산시민공원                                        | 논산 평화의 소녀상 건립추진위원회                         | 김운성.김서경                                                                 | |  |
| 2016년 8월 15일               | 안산 평화의 소녀상                              | 경기도 안산시 상록수역 광장                                         | 안산 평화의 소녀상 건립추진위원회                         | 김운성.김서경                                                                 | |  |
| 2016년 8월 15일               | 동작구 평화의 소녀상                            | 서울특별시 동작구 흑석동 흑석역 3번출구 옆                          | 동작구 평화의 소녀상 건립추진위원회                       | 김운성.김서경                                                                 | |  |
| 2016년 8월 15일               | 구로 평화의 소녀상                              | 서울특별시 구로구 구로역 북부광장                                   |                                                           | 김운성.김서경                                                                 | |  |
| 2016년 8월 20일               | 시흥 평화의 소녀상                              | 경기도 시흥시 정왕동 옥구공원                                       | 시흥 평화의 소녀상 추진위원회                             | [ 17 ]                                                                        | |  |
| 2016년 10월 7일               | 제천 평화의 소녀상                              | 충청북도 제천시 화산동 의병광장                                     | 제천 평화의 소녀상 건립추진위원회                         | 김운성.김서경                                                                 | |  |
| 2016년 10월 7일               | 곡성 평화의 소녀상                              | 전라남도 곡성군 곡성읍 곡성레저문화센터 앞                          | 곡성 평화의 소녀상 건립 군민추진위원회                    |                                                                               | |  |
| 2016년 10월 15일              | 순천 평화의 소녀상                              | 전북특별자치도 순천시 조례호수공원 원형광장                         | 순천 평화의 소녀상 건립추진위원회                         | 김운성.김서경                                                                 | |  |
| 2016년 10월 29일              | 인천 평화의 소녀상                              | 인천광역시 부평구 부평공원                                          | 인천 평화의 소녀상 건립추진위원회                         |                                                                               | |  |
| 2016년 10월 29일              | 상주 평화의 소녀상                              | 경상북도 상주시 서성동 왕산역사공원                                 |                                                           | 김운성.김서경                                                                 | |  |
| 2016년 12월 28일              | 부산 일본 총영사관 앞 평화의소녀상              | 부산광역시 동구 고관로 주부산 일본 총영사관 앞                      | 미래세대들이 세우는 평화의 소녀상 건립추진위원회          | 김서경. 김운성                                                                | |  |
| 2017년 1월 17일               | 서천 평화의 소녀상                              | 충청남도 서천군 서천읍 군사리 봄의마을 광장                         |                                                           |                                                                               | |  |
| 2017년 3월 1일                | 안양 평화의 소녀상                              | 경기도 안양시 동안구 평촌 중앙공원                                  | 안양평화의소녀상 건립취진위원회<안양평화의소녀상네트워크> | 김서경, 김윤성                                                                | |  |
| 2017년 3월 1일                | 대구 평화의 소녀상                              | 대구광역시 중구 공평동 2.28기념 중앙공원                            | +대구제2평화의소녀상건립추진위원회                        | 김운성. 김서경                                                                | |  |
| 2017년 3월 1일                | 평택 평화의 소녀상                              | 경기도 평택시 평택 청소년 문화센터                                  | 평택 평화의소녀상 건립추진위원회                          | 김서경.김운성                                                                 | |  |
| 2017년 3월 1일                | 여수 평화의 소녀상                              | 전라남도 여수시 이순신광장                                          |                                                           | 김운성. 김서경                                                                | |  |
| 2017년 6월 10일               | 성동 평화의 소녀상                              | 서울특별시 성동구 왕십리광장                                        | 성동 평화의 소녀상 건립추진위원회                         | 김서경.김운성                                                                 | |  |
| 2017년 7월 20일               | 강원도 원주시 진광고등학교 작은평화의 소녀상    | 강원특별자치도 원주시 진광고등학교 요셉관                           | 진광고등학교 ( 역사동아리 HISTORY 주도 )                  | 김운성.김서경                                                                 | 대한민국 고등학생 작은 소녀상건립운동 58호                                                                                                |  |
| 2017년 8월 14일               | 위안부 소녀상                                   | 서울특별시 성동구 무학여자고등학교                                  | 무학여자고등학교                                          |                                                                               | 세계 일본군 성노예제 피해자 기림일 기림과 미래세대들의 올바른 역사교육 염원                                                               |  |
| 2017년 8월 15일               | 익산 평화의 소녀상                              | 전북특별자치도 익산시 익산역                                        | 익산 평화의소녀상 건립시민추진위원회                      |                                                                               | |  |
| 2017년 10월 24일 10시30분     | 경상남도 거제시 옥포고등학교 작은 평화의 소녀상 | 경상남도 거제시 옥포고등학교 본관 3층 나라사랑관                    | 옥포고등학교 ( 학생회 주도)                               | 김운성. 김서경                                                                | 대한민국 고등학생 작은 소녀상 건립 운동 113호                                                                                             |  |
| 2017년 12월 9일               | 춘천 평화의 소녀상                              | 강원특별자치도 춘천시 의암공원 (류인석 의병장 동상 앞)              | 춘천 평화의 소녀상 건립추진위원회                         | 김서경. 김운성                                                                | |  |
| 2017년 12월 10일              | 속초 평화의 소녀상                              | 강원특별자치도 속초시 조양동 엑스포공원 (분수대 광장 주변)          | 속초 평화의 소녀상 건립시민추진위원회                     | 김서경. 김운성                                                                | |  |
| 2017년 12월 10일              | 영천 평화의 소녀상                              | 경상북도 영천시 시립도서관 앞마당                                   | 영천 평화의 소녀상 건립시민추진위원회                     | 김서경. 김운성                                                                | |  |
| 2018년 3월 1일                | 의왕 평화의 소녀상                              | 경기도 의왕시 의왕레일파크 광장                                     | 의왕 평화의 소녀상 건립위원회                             | 최재덕, 정진영                                                                | |  |
| 2018년 3월 1일                | 구미 평화의 소녀상                              | 경상북도 구미시 구미역 뒷편광장 (금오산방면)                        | 구미 평화의소녀상 건립추진위원회                          | 이병준                                                                        | 일본군 성노예제 피해자 이용수 할머니가 모델                                                                                               |  |
| 2018년 3월 3일                | 안성 평화의 소녀상                              | 경기도 안성시 내혜홀공원                                            | 안성 평화의소녀상 건립추진위원회                          | 김서경.김운성                                                                 | |  |
| 2018년 3월 10일               | 성동 평화의 소녀상 기림비                       | 서울특별시 성동구 왕십리광장 성동 평화의 소녀상옆                   | 성동 평화의소녀상 건립추진위원회                          | 지역 학생들의 디자인 스케치를 참고하여 제작                                   | |  |
| 2018년 8월 14일               | 은평 평화의 소녀상                              | 서울특별시 은평구 은평 평화공원                                     | 은평 평화의 소녀상 건립추진위원회                         | 정연희                                                                        | 종파와 계층을 초월하여 은평구민들과 청소년들이 작가와 함께 제작함                                                                         |  |
| 2018년 8월 14일               | 양주 평화의 소녀상                              | 경기도 양주시 옥정 중앙공원                                         | 양주 평화의소녀상 건립추진위원회                          | 김택기                                                                        | |  |
|                               |                                                 |                                                                     |                                                           |                                                                               | |  |
| 2018년 8월 14일               | 김해 평화의 소녀상                              | 경상남도 김해시 내동 연지공원 내 조각공원                           | 김해 평화의소녀상 건립추진위원회                          | 배승호.고명진                                                                 | 세계 일본군 성노예제 피해자 기림일 추모                                                                                                   |  |
| 2019년 8월 14일               | 송파 평화의 소녀상                              | 서울특별시 송파구 송파책발문관내 공원                               | 송파 평화의 소녀상건립추진위원회                          | 김문정                                                                        | |  |
| 2019년 9월 10일 오후 12시30분 | 인천 대건고 작은 평화의소녀상                   | 인천광역시 대건고등학교 내 3층 중앙현관                             | 대건고등학교 ( 학생회 주도)                               | 소녀상 - 김운성.김서경 좌대 - 이강재 교사 (대건고 미술담당 )                  | |  |
| 2019년 9월 10일               | 의정부 신한대 평화의 소녀상                     | 경기도 의정부시 신한대학교 제1 캠퍼스 내 에벤에셀관 원형극장과 정문 | 신한대학교 (교직원 주도 , 인근 시민들 모금참여            | 김운성. 김서경                                                                | |  |
| 2019년 11월 11일              | 서울 강서구 평화의 소녀상                       | 서울특별시 강서구 마곡동 유수지                                     | 서울 강서구 평화의소녀상 건립위원회                       | 김운성. 김서경                                                                | 서울특별시 강서구에 거주하셨던 일본군 불법 성범죄 피해자 고 황금자 할머니의 미니어처 동상이 우측에 함께 건립되어 있음                     |  |
| 2020년 8월 14일               | 안산 제2 평화의 소녀상                          | 경기도 안산시 단원구 안산시청                                       | 안산 제 2 평화의소녀상 건립위원회                         | 김운성. 김서경                                                                | 본래 2020년 3월 1일이 제막 예정일이었지만 코로나사태로 연기되어 결국 2020년 8월14일 소수만 참여한 채 온라인 실시간 중계형태로 제막식 진행 |  |
| 2020년 8월 14일               | 대전 동구 평화의 소녀상                         | 대전광역시 동구                                                     | 대전 동구 평화의소녀상 건립위원회                         |                                                                               | |  |
| 2022년 8월 15일               | 충남대학교 평화의 소녀상                        | 충남대학교 서문                                                     | 충남대학교 평화의 소녀상 건립추진위원회                   | 김운성, 김서경                                                                | 국립대학교 최초 설치 |  |

### 외국
| 날짜             | 이름                 | 장소                                                                         | 설치자                                                                            | 주석   |
| ---------------- | -------------------- | ---------------------------------------------------------------------------- | --------------------------------------------------------------------------------- | ------ |
| 2008년 9월 8일   | 아리랑비             | 일본 오키나와현 미야코지마시                                                 | -                                                                                 | [ 18 ] |
| 2010년 10월 23일 | 위안부 기림비        | 미국 뉴저지주 팰리세리즈팍 공립 도서관 옆                                    | 시민참여센터                                                                      |        |
| 2012년 6월 20일  | 위안부 기림비        | 미국 뉴욕주 롱아일랜드 낫소 카운티 아이젠하워 공원 베테란스 메모리얼(현충원) | 한미공공정책 위원회, 낫소카운티 정부, 광주광역시                                  |        |
| 2012년 12월 1일  | 위안부 기림비        | 미국 로스앤젤레스 오렌지 카운티 가든그로브 AR갤러리 쇼핑몰 앞                | 미주 위안부 기림비 건립위원회                                                     |        |
| 2013년 3월 8일   | 위안부 기림비        | 미국 뉴저지주 버겐 카운티 해켄색 법원 앞 메모리얼 아일랜드                   | 뉴저지주 버겐카운티 정부                                                          |        |
| 2013년 7월 30일  | 평화의 소녀상        | 미국 캘리포니아주 그렌데일 시립공원 공립 도서관 앞 뜰                        | 가주 한미포럼                                                                     |        |
| 2014년 1월 19일  | 위안부 결의안 기림비 | 미국 뉴욕주 롱아일랜드 낫소 카운티 아이젠하워 공원 베테란스 메모리얼(현충원) | 광주광역시, 미국 한미공공정책 위원회                                              | -      |
| 2014년 5월 30일  | 위안부 기림비        | 미국 버지니아주 페어팩스 카운티 청사 부지                                    | 페어팩스 카운티 정부, 워싱턴 정신대 대책협의회, 기림비 건립위원회                 | [ 19 ] |
| 2014년 8월 18일  | 평화의 소녀상        | 미국 미시간주 한인 문화회관                                                  | 소녀상 건립위원회                                                                 | [ 7 ]  |
| 2015년 11월 18일 | 평화의 소녀상        | 캐나다 토론토 한인회관                                                       | 화성시청, 화성시 평화의소녀상 추진위원회, 토론토 한인회                           | [ 7 ]  |
| 2016년 6월 30일  | 평화의 소녀상        | 미국 조지아주 브룩헤이븐 시립공원 "블랙번 파크"                              | 소녀상 건립위원회, 브룩헤이븐 시의회                                              |        |
| 2016년 8월 6일   | 호주 평화의 소녀상   | 오스트레일리아(호주) 에쉬필드 (시드니) 연합교회                              | 시드니 평화의소녀상 건립추진위원회                                                |        |
| 2016년 10월 22일 | 한·중 평화의 소녀상  | 중화인민공화국 상하이 상하이 사범대학 원위안루 앞 교정                       | 한·중 소녀상 건립추진위원회, 2차 세계대전 역사보존연합회, 화성시, 상하이 사범대학 | [ 20 ] |
| 2017년 10월 13일 | 뉴욕 평화의 소녀상   | 미국 뉴욕주 뉴욕시 뉴욕한인회관 이민사 박물관                                | 대뉴욕 한인회, 뉴욕 소녀상 건립추진위원회, 경기도 고양시                          | [ 21 ] |
| 2020년 9월 28일  | 베를린 평화의 소녀상 | 독일 베를린                                                                  |                                                                                   | [ 22 ] |

## 갤러리
- 2015년 8월 15일에 설립된 소녀상

## 같이 보기
- 위안부
- 수요집회
- 나눔의 집
- 한국정신대문제대책협의회
- 일본군 위안부 피해자 목록